# Polyipnus tridentifer
Polyipnus tridentifer är en fiskart som beskrevs av Mcculloch, 1914. Polyipnus tridentifer ingår i släktet Polyipnus och familjen pärlemorfiskar. Inga underarter finns listade i Catalogue of Life.